# Ahmed Badawy Sayyed Ahmed
 (mars 2019).
Si vous disposez d'ouvrages ou d'articles de référence ou si vous connaissez des sites web de qualité traitant du thème abordé ici, merci de compléter l'article en donnant les références utiles à sa vérifiabilité et en les liant à la section « Notes et références ».
Pour les articles homonymes, voir Ahmed.
Ahmed Badawy Sayyed Ahmed (arabe : أحمد بدوي سيد أحمد), Maréchal de l'Armée égyptienne et Ministre de la Défense, est né le 3 avril 1927 en Alexandrie, et mort le 2 mars 1981 dans un accident d'hélicoptère.

## Carrière
Il est diplômé en commerce à l'Université d'Alexandrie. Diplômé de la Faculté militaire en 1946, il suit un stage de perfectionnement en Union soviétique. Il commande les blindés de la IIIe armée qui franchissent le canal de Suez le 6 octobre 1973 lors de la guerre du Ramadan. Il est nommé Commandant de la IIIe armée le 12 décembre 1973 en remplacement du Général Mustapha Selim. Il est nommé par le Président Anwar Al Sadat, Ministre de la Défense et de la Production militaire le 14 mai 1980.

## Décès
Le 2 mars 1981, le Général Badawy trouve la mort dans un accident d'hélicoptère survenu dans l'oasis de Siwa lors d'une inspection des forces égyptiennes non loin de la frontière libyenne. Treize autres officiers généraux et supérieurs décèdent dans cet accident, dont seuls les membres d'équipage ont pu s'échapper par l'issue de secours de la cabine de pilotage. Bien que de nombreuses allégations aient remis en cause l'origine accidentelle, ce serait une potentielle négligence qui serait à l'origine de l'accident, ajoutée à la vétusté de l'appareil, un hélicoptère soviétique de type MI-8. 
De grandes funérailles sont organisées, ainsi qu'un deuil national afin de lui rendre hommage. Le Général Abu Ghazala est nommé au poste de Ministre de la Défense.